# Рейнхарт Дозі
Ре́йнгарт Дозі́ (нід. Reinhart Pieter Anne Dozy; 21 лютого 1820 — 29 квітня 1883) — нідерландський сходознавець, історик, мовознавець. Провідний європейський арабіст ХІХ ст. Народився в Лейдені, Нідерланди. Походив із французької гугенотської родини. Випускник Лейденського університету. Доктор філософії (1844). Професор (з 1857) і ректор (1868—1869) Лейденського університету. Активно співпрацював із видавництвом Brill, яке видало більшість його творів. Найбільша праця — 4-томна «Історія мусульман Іспанії» (фр. Histoire des Musulmans d'Espagne, 1861). Ввів у науковий оббіг нові арабські джерела — «Дивовижні повідомлення» ібн Ідарі, опублікувавши їх в 2-томнику «Історія Африки й Іспанії» (фр. Histoire de l'Afrique et de l'Espagne, 1848—1851). Уклав ономастичний словник арабської мови (1845), а також словник арабізмів в іспанській і португальській мовах (1869). Член Нідерландської королівської академії наук (з 1855); член-кореспондент іспанської (1851), французької (1866), датської (1870), російської (1878) і  римської академії наук (1880). Нагороджений орденами Карлоса ІІІ (1853), Корони Італії (1869), Дубового вінця (1874), Нідерландського лева (1875). Помер у Лейдені.

## Праці

### Дисертація
- Dissertatio literaria inauguralis exhibens historiae Abbādī darum voluminis primi patrem priorem, quam annuente summo Numine. 1844 (Online)

### Монографії
- Dozy, P. Scriptorum Arabum loci de Abbadidis. Leiden 1846–63, 3 Bde.; I. Bd. (Online); Leiden 1846 1. Bd.; 1852 2. Bd.; 1863 3. Bd.; Hildesheim-Zürich-New York-Olms, 1992, ISBN 3-487-09566-1
- Dozy, P. Commentaire historique sur le poème d'Ibn Abdouu par Ibn Badroun. Leiden 1846–48.
- Dozy, P. Geschichte der Almohaden. Leiden 1847
- Dozy, P. Notices sur quelques manuscrits arabes. Leyde: Brill, 1847
- Dozy, P. Histoire de l'Afrique et de l'Espagne, intitulée al-Bayano'l-Mogrib, et fragments de la Chronique d'Aríb (de Cordoue). Le tout publié pour la Première fois, précédé d'une introduction et accompagné de notes et d'un glossaire: in 2 v. Leyde: Brill, 1848, Vol. 1; 1851, Vol. 2.
- Dozy, R.; Goeje, M. J. de; Jong, P. de. Catalogus codicum orientalium Bibliothecae Academiae Lugduno-Batavae: in 2 v. Lugduni Batavorum: Brill, 1851  [Архівовано 24 липня 2020 у Wayback Machine.]
- Dozy, P. Recherches sur l'histoire politique et littéraire de l'Espagne pendant le moyen âge: in 2 v.. Leyde: Brill, 1849, Vol. 1.; 1860, Vol. 2.; Paris : Maisonneuve, 1881
- Dozy, P. Histoire des Musulmans d'Espagne jusqu'à la conquête de l'Andalousie par les Almoravides: in 4 v. Leyde: Brill, 1861 (Vol. 1, Vol. 2, Vol. 3, Vol. 4)
- Dozy, P.; Goeje M. J. de. Description de l'Afrique et de l'Espagne par Edrisi. Leiden: Brill, 1866  (репринтне видання: Leiden, 1968; Amsterdam, 1969; Frankfurt am Main, 1992).
- Dozy, P. De Israëlieten te Mekka: van Davids tijd tot in de vijfde eeuw onzer tijdrekening. Haarlem: Kruseman, 1864 .
- Dozy, P. Lettre à M. Fleischer: contenant des remarques critiques et explicatives sur le Texte D’Al-Makkari. Leiden: Brill, 1871.
- Dozy, P. Oratio de causis cur Mohammedanorum cultura et humanitas prae ea quae Christianorum est imminuta et corrupta sit. Lugduni Batavorum: Brill, 1869.
- Dozy, P. Het Islamisme. Haarlem: Willink, 1863  (2-е видання: 1880).
- Dozy, P. Essai sur l'histoire de l'islamisme. Leyden: Brill; Paris: Maisonneuve, 1879 (перевидання: Amsterdam, 1966).

### Словники
- Dozy, P. Dictionnaire détaillé des noms des vêtements chez les Arabes. Amsterdam: J. Müller, 1845.
- Dozy, P.; Engelmann, W. Glossaire des mots espagnols et portugais dérivés de l'arabe. Leyde: Brill, 1869.  (перевидання: Beirut: Libr. du Liban, 1974; Amsterdam: APA-Oriental-Press, 1982).
- Dozy, P. Supplément aux dictionnaires arabes: in 2 v. Leyde: Brill, 1877—1881 (перевидання: 1927, Т. 1, Т. 2.)

## Наукові установи
- 1848: член-кореспондент Королівського інституту Нідерландів (згодом — Академія наук).
- 15 березня 1851: Член-кореспондент Королівської академії історії в Мадриді.
- 1855: член Нідерландської королівської академії наук.
- 1866: член-кореспондент Французької імператорської академії наук.
- 1870 : член-кореспондент Датської королівської академії наук.
- 29 грудня 1878: член-кореспондент Російської академії наук в Петербурзі.
- 2 липня 1880: член-кореспондент Римської академії деї Лінчеї.

## Нагороди
- 22 лютого 1853: командор Ордену Карлоса ІІІ.
- 1869: офіцер Ордену Корони Італії.
- 1874: офіцер Ордену Дубового вінця.
- 9 березня 1875: лицар Ордену Нідерландського лева

## Оцінки
- Американський дослідник палестинського походження Едвард Саїд визнавав великий внесок Дозі у світову арабістику, але критикував за упередження, «гостру антипатію до Сходу, ісламу й арабів»[6]. Саїд також твердив, що в 4-томнику Дозі «Історія мусульман Іспанії» 1861 року було чимало антисемітських закидів, зокрема, припущення, що первісним богом юдеїв був не Єгова, а Ваал[6].